# Phyllophorus tenuis
Phyllophorus tenuis is een zeekomkommer uit de familie Phyllophoridae.
De wetenschappelijke naam van de soort werd in 1880 gepubliceerd door W. Haacke.